# Magdalena Mouján
 Magdalena Araceli Mouján Otaño  (* 26. März  1926 in Pehuajó, Provinz Buenos Aires; † 17. Juli 2005 in Mar del Plata) war eine argentinische Mathematikerin, Informatikerin und Science-Fiction-Autorin.

## Leben und Forschung
Mouján studierte Mathematik an der Universidad Nacional de La Plata und promovierte dort 1950. Anschließend lehrte sie an fünf Universitäten in Argentinien, der Katholischen Universität von La Plata, der Nationalen Universität Córdoba, der Nationalen Universität von Comahue und der Nationalen Universität von Luján. 1960 gehörte sie zu den Gründern der Fakultät für Physik und Maschinenbau an der Katholischen Universität von Argentinien.  In den 1960er Jahren trat sie der Nationalen Atomenergiekommission bei und begann an der Universidad de Buenos Aires mit der Anwendung des Clementina-Computers, des ersten wissenschaftlichen Computers in Argentinien. Sie unterstützte mit ihren Berechnungen den Bau des Kernreaktors RA-1 Enrico Fermi. 1966 verließ sie nach dem Staatsstreich von General Juan Carlos Onganía die Universität. Einige Jahre später kehrte sie wieder zu ihrer Lehrtätigkeit zurück.

## Science-Fiction-Autorin
Mouján begann unter dem Pseudonym „Inge Matquim“ in den frühen 1960er Jahren mit dem Schreiben von Science-Fiction-Geschichten. 1968 gewann ihre Science-Fiction-Geschichte Los Huáqueros, den ersten Preis bei der argentinischen Science-Fiction-Konvention Mardelcon. Pedro Mari Otaño, ihr Großvater mütterlicherseits, war ein berühmter baskischer Dichter und nach Argentinien ausgewandert. Er hatte 1899 das Gedicht Gu ta Gutarrak geschrieben, worin er nach dem Ursprung der baskischen Sprache und des baskischen Volkes fragte. 1968 beantwortete Mouján die in den Versen ihres Großvaters gestellten Fragen durch eine Science-Fiction-Geschichte mit demselben Titel. Die Geschichte wurde 1970 für eine Ausgabe des spanischen Science-Fiction-Magazins Nueva Dimensión angenommen, da sie aber den Idealen der spanischen Einheit widersprach, wurde die Veröffentlichung vom Franco-Regime blockiert. Nach Francos Tod wurde die Geschichte in mehrere Sprachen übersetzt und 1979 veröffentlicht.

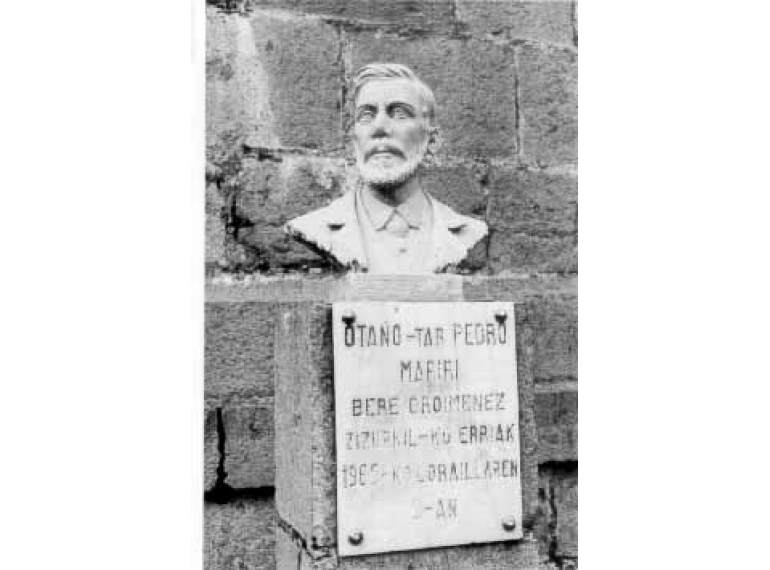
Pedro Mari Otaño, Großvater von Magdalena Mouján